# Unitățile Anti-Teroriste
Unitățile Anti-Teroriste (kurdă Yekîneyên Antî Teror, prescurtat YAT, arabă وحدات مكافحة الأرهاب) sunt forțele speciale ale Forțelor Democratice Siriene, alcătuite din cei mai bine antrenați și echipați membri ai Unităților de Apărare a Poporului (YPG) și Unităților Feminine de Apărare (YPJ). Ele au fost conduse de comandantul kurd sirian Ali Boutan, până la moartea acestuia. YAT sunt antrenate de către Forțele pentru Operații Speciale ale Statelor Unite (FOS) și CIA.

## Istoric

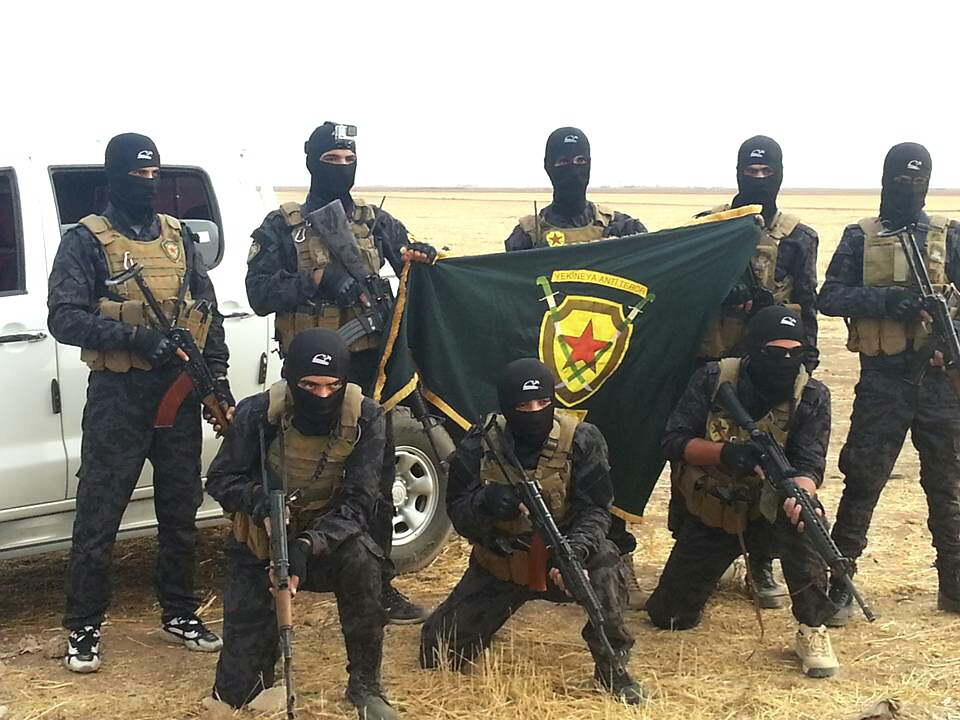
Luptători YAT cu steagul unității, în 2015.

Formate ca forțe speciale ale YPG la sfârșitul anului 2014, Unitățile Anti-Teroriste au fost organizate pentru a descoperi și distruge celule clandestine ale Statului Islamic (SIIL) în Rojava, precum și pentru a întreprinde operațiuni în spatele liniilor inamice. Inițial, membrii YAT erau aleși de YPG și YPJ dintre cei mai curajoși și devotați soldați din unitățile lor, dar nu pe criteriile unor adevărate forțe speciale de elită. Acest lucru s-a schimbat sub conducerea lui Ali Boutan, care a reformat unitatea și a început să îi supună membrii unor cursuri de pregătire inspirate din cele ale forțelor SUA sau SOF britanice, asigurându-le în același timp și cel mai bun echipament pe care YPG/YPJ și-l puteau permite. Pe măsură ce cooperarea dintre forțele kurde și cele americane s-a intensificat, YAT au început să fie direct antrenate de FOS ale SUA și de CIA în tabere speciale din Rojava și Iordania, în timp ce unii comandanți YAT au fost chiar trimiși la Fort Bragg și Fort Campbell pentru antrenamente speciale intensive.
De la formarea lor, YAT au întreprins raiduri împotriva unor ținte SIIL pe Muntele Abdulaziz, au arestat celule în adormire ale SIIL și au dejucat atacuri teroriste ale Statului Islamic. În septembrie 2016, YAT au capturat doi militanți ai Diviziei Sultanul Murad care fuseseră filmați anterior torturând luptători YPG în Jarabulus.
În noiembrie 2016, Ali Boutan a fost ținta unui dispozitiv exploziv improvizat (IED) în Qamishli, care a sărit în aer în timp ce mașina sa trecea prin zonă. Chiar dacă un medic al FOS americane a încercat să-i salveze viața, el a murit la scurtă vreme din cauza rănilor. Se crede că acest atac a fost pus la cale de Serviciul turc de informații. Agenția pro-guvernamentală turcă Anadolu a afirmat că Boutan era responsabil pentru trimiterea de luptători ai PKK în Turcia, cu scopul de a organiza „operațiuni teroriste”.
În aprilie 2017, YAT au sprijinit forțele speciale americane în capturarea de la Statul Islamic a unor părți din Barajul Tabqa. În timpul luptelor, comandourile YAT au fost dotate cu căști de protecție furnizate de SUA, dispozitive de vedere pe timp de noapte AN/PVS-7, lanterne, și înarmate cu carabine M4 echipate cu dispozitive de țintire cu laser AN/PEQ-2, arme cu vedere holografică și magazii de muniție STANAG.